# Jean de Salisbury
Pour les articles homonymes, voir Jean et Salisbury.
Jean de Salisbury (Joannis Saresberiensis ou Joannis Sariberiensis) né vers 1115 à Salisbury, dans le comté du Wiltshire en Angleterre et mort en 1180 à Chartres, est un philosophe et historien anglais, grand voyageur membre de l’École de Chartres et évêque de Chartres.

## Biographie
Jean de Salisbury fait ses études en France où il bénéficie du patronage du comte Thibaut le Grand. Étudiant à Paris, il y prend des leçons de logique, dès 1136, avec Abélard. Il poursuit ses études à la prestigieuse école cathédrale de Chartres, approfondissant la logique sous la direction de Robert de Melun, et la grammaire sous celle de Guillaume de Conches jusqu'en 1148. Dans cette cité, Jean de Salisbury a pu disposer de plusieurs traductions d'ouvrages savants, entre autres celle de l’Isagogè de Porphyre de Tyr, et celles du médecin syriaque Hunayn ibn Ishaq, ainsi que, probablement, d'une bonne partie de la logique d'Aristote.
Il traverse dix fois les Alpes pour s'enquérir des avancées des universités italiennes, mais aussi pour se rendre à Rome en pèlerinage et surtout en diverses missions pour son pays natal. Il remplit de nombreuses missions à Rome auprès d’Eugène III et d’Adrien IV.
Secrétaire et ami de Thomas Becket, alors chancelier d’Angleterre, il est notamment chargé des relations de l'archevêché avec la papauté. Il a rendu, dans sa Vie de Thomas Becket, un hommage posthume à celui qu’il conseilla de nombreuses fois.
Pendant le conflit et l'exil de 1164 de Thomas Becket, il réside à l'abbaye Saint-Remi de Reims, dont l'abbé était alors Pierre de Celle. A cette fin, il passe par le nord de la France et la Belgiqueː il raconte dans une lettre à son ami, sa réception dans le comté de Guînes, à Saint-Omer, Arras, l'Écluse.
Il enseigne à Oxford au terme de sa vie diplomatique, avant 1170.
Il succède à Guillaume aux Blanches Mains sur le siège épiscopal de Chartres de 1176 à 1180.
Après sa mort, vers l’âge de 65 ans, il fut inhumé au fond du transept nord de l'église abbatiale de Notre-Dame de Josaphat, au nord de Chartres, à l’entrée de la chapelle Notre-Dame, dans un sarcophage en pierre retrouvé en 1905 par l’abbé Métais au sein des remblais de surélévation du dallage réalisée par les Mauristes. Si le gisant en haut-relief a malheureusement disparu (alors que le chanoine Souchet l’avait vu encore en 1640), les côtés du sépulcre, datés des années 1210-1230, sont fort bien conservés avec leur décor de feuillages disposés en élégants rinceaux et volutes sous des arcades trilobées portées par de gracieuses colonnettes surmontées de bouquets variés, témoignant du premier âge gothique.
Au début du XXe siècle, ses restes ont été déposés, avec ceux de Mgr Renaud de Mousson (1182-1217) un de ses proches successeurs, dans le nouveau caveau des évêques de la chapelle Saint-Piat, au chevet de la cathédrale.

## Œuvres
Jean de Salisbury peut apparaître comme un grand étudiant, participant actif d'une période soucieuse de l'éveil de l'esprit et de l'apprentissage des mondes abstraits. Il croit à un langage universel et aux lois universelles, justifiant un monde rationnel, accessible par la recherche. Peut-on (re)trouver les multiples sources de la vérité positive ou science ?
À une époque où la dialectique s'est largement introduite dans la théologie, Jean de Salisbury condamne les « purs philosophes », qui privilégient la logique au détriment de l'éthique. Il ne rejette pas la logique, mais la cantonne dans un rôle de simple moyen pour la pensée.
Il est un des hommes de son temps qui connurent le mieux l’Antiquité et l'ancienne culture classique gréco-romaine, en particulier l'œuvre de Cicéron. Son principal ouvrage, très célèbre au Moyen Âge et un des premiers livres imprimés, est intitulé : Policraticus, de Nugis curialium et vestigiis philosophorum, une sorte d’encyclopédie morale, en huit livres, où l’auteur, avec plus d’érudition que de grâce, oppose aux frivolités du monde et de la cour les solides enseignements de la philosophie.
En tête des amusements qu’il attaque se trouve la chasse, moyen de vexation contre les faibles. Le jeu de dés, la musique et les musiciens, les acteurs, les ménestrels, les jongleurs, ne sont pas épargnés. L’auteur montre la vanité de la magie, de la sorcellerie, bien qu’il ne repousse pas toutes sortes de présages.
Le troisième livre, dirigé contre les flatteurs et les parasites, se termine par un chapitre contre les tyrans. Le tyrannicide y est approuvé, mais à l’Église seule il appartient de déclarer qu’un prince est tyran. Pour l’ami de Thomas Becket, la royauté n’est que la servante de l’Église. Il est partisan d'une théocratie, à l'image de l'ordre de la nature, où le pouvoir politique est subordonné au pouvoir religieux. Tout cet examen de la société a pour conclusion une théorie des devoirs empruntée aux philosophes anciens, et l’auteur termine en revenant sur le tyrannicide et le devoir de tuer les tyrans. Dans le troisième livre, il introduit pour la première fois le terme de theatrum mundi où «la vie de l'homme sur Terre est une comédie, où chacun oublie qu'il est en train de jouer un rôle».
Achevé en 1156, le Policraticus est adressé, dans une introduction poétique, à Thomas Becket. Sous le titre peu différent d’Entheticus, Jean de Salisbury fit, en vers élégiaques, une sorte de résumé de son grand ouvrage, rempli d’allusions satiriques, aujourd’hui fort difficiles à comprendre.
Enfin, pour défendre la philosophie, c’est-à-dire les lettres anciennes, contre les attaques des gens du monde, Jean de Salisbury écrivit son Metalogicon en six livres. À ces ouvrages, il faut ajouter ses Lettres, qui sont très importantes pour l’histoire de son époque.
En 1372, le frère franciscain Denis Foulechat achève sa traduction française du Policraticus, effectuée à la demande du roi de France Charles V.

## Citations
- « Un roi illettré n’est qu’un âne couronné. »
- « La profession des armes, d'autant plus digne d'être approuvée qu'elle est plus nécessaire, a été instituée par Dieu lui-même. »
- « Nous sommes des nains assis sur des épaules de géants ». Jean de Salisbury n'est pas l'auteur de cette formule, mais en est la source écrite, qu'il rapporte à Bernard de Chartres :
  - « Bernard de Chartres disait que nous sommes des nains assis sur les épaules des géants, afin de pouvoir voir plus loin qu'eux, non que cela nous soit permis de toute manière par l'acuité de notre vision ou par la hauteur de notre taille, mais parce que nous sommes soulevés et enlevés vers les hauteurs par la grandeur des géants. » (Metalogicon III ). En latin : « Dicebat Bernardus Carnotensis nos esse quasi nanos, gigantium humeris insidentes, ut possimus plura eis et remotiora videre, non utique proprii visus acumine, aut eminentia corporis, sed quia in altum subvenimur et extollimur magnitudine gigantea. »
- Jean, encore étudiant chartrain, est de retour de Paris, il écrit « Il me fut agréable de rendre visite sur la montagne Sainte Geneviève à ces anciens compagnons que j'avais quittés et que la dialectique retenait encore et de reparler avec eux de nos vieux sujets de débats (...). Je les trouvais au même point que jadis. Ils ne semblaient pas avoir atteint leur but, en débrouillant les vieilles questions, ni même ajouté à leurs connaissances l'ombre d'une proposition. Ils n'avaient progressé que d'une manière : ils avaient désappris la modération et ne connaissaient plus la modestie, de sorte qu'il fallait désespérer de leur guérison. Ainsi l'expérience m'enseigna une vérité certaine, c'est que, si la dialectique peut aider aux autres études, au contraire, si elle prétend se suffire à elle-même, elle demeure stérile et morte. » (Metalogicon II, 10).

## Œuvres
- Opera omnia, éd. J. A. Giles, Oxford 1848, in Patrologia Latina, 199 lire en ligne
- Policraticus (1156), éd. K. S. Keats-Rohan, Turnhout, Brepols, 1993.
- Metalogicon, (v. 1175), éd. J.B. Hall & Katharine S.B. Keats-Rohan, Corpus Christianorum Continuatio Mediaevalis (CCCM 98), Turnhout, Brepols 1991. Trad. an. D. D. McGarry, The Metagogicon, Berkeley, University of California Press, 1955.
- Metalogicon. Présentation, Introduction, Index et Notes, traduction en français par François Lejeune. Presses de l'Université Laval (Québec, Canada) / Librairie Philosophique J. Vrin (Paris), 2009. Collection "Zêtêsis". 413 pages.  (ISBN 2763784828).
- Lettres, trad. an. W. J. Millor et alii, The letters of John of Salisbury, Oxford, Clarendon Press, 1986, 2 t.